# Kaspar Leonhard Moritz von Prittwitz

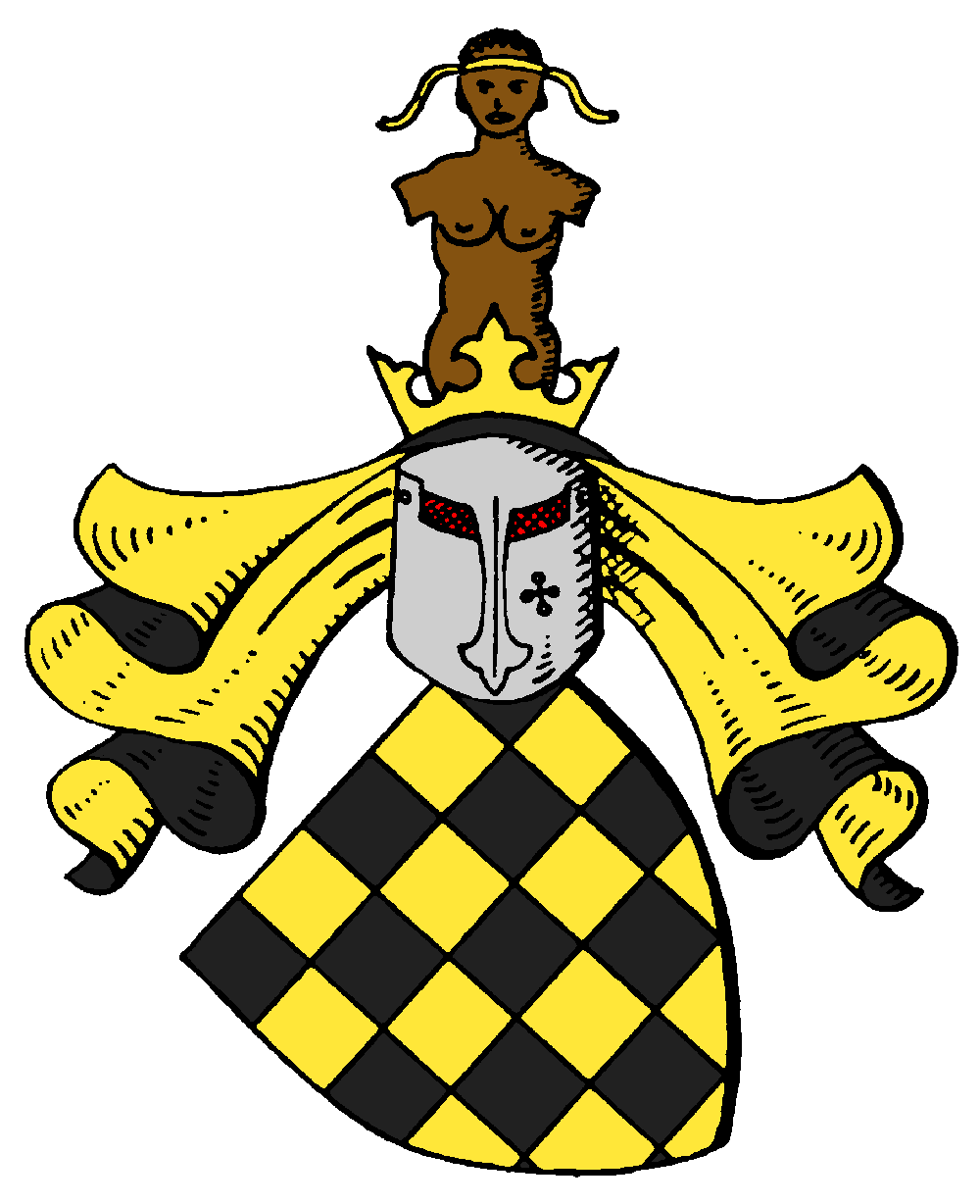
Das Wappen der Familie von Prittwitz und Gaffron

Kaspar Leonhard Moritz von Prittwitz (* 2. Oktober 1687 in Niederschlesien; † 23. Mai 1746 auf Gut Netsche, Kr. Oels, Niederschlesien) war Konsistorialpräsident, Landeshauptmann des Herzogtums Oels und Gutsbesitzer.

## Familie
Prittwitz entstammt einem alten, weit verzweigten schlesischen Adelsgeschlecht und war der Sohn des Landesdeputierten und Gutsbesitzers Leonhard Jaroslaw von Prittwitz, Herr auf den Gütern Dammer, Hammer und Spitze (Kr. Namslau) sowie Schmoltschütz und Schützendorf (Kr. Oels), und der Marie Elisabeth von Prittwitz.
Er heiratete am 28. Oktober 1708 in Allerheiligen (Kr. Oels) Ludowika Sophie Luise von Siegroth (* 26. Februar 1690; † 4. April 1747 auf Gut Netsche oder in Oels), die Tochter des herzoglich Württembergisch-Oelsnischen Rats und Gutsbesitzers Hans Albrecht von Siegroth, Herr auf Gut Grüttenberg (Kr. Oels) und anderen, und der Marie Renate von Salisch (Haus Bankwitz). Seine Ehefrau brachte als ihr Erbe das Gut Netsche in die Ehe ein.

## Leben
Nach seinem Studium an der Universität Frankfurt (Oder) hatte Prittwitz in seinem weiteren Leben sehr unterschiedliche Ämter: So wird er z. B. als Mannrechts-Beisitzer, Kassen-Direktor der Standesherrschaft Polnisch-Wartenberg, herzoglich Württembergisch-Oelsnischer Regierungsrat, Landeshauptmann des Herzogtums Oels oder Konsistorialpräsident erwähnt.
Nach der Kapitulation Breslaus am 10. August 1741, also noch vor Ende des 1. Schlesischen Krieges zwischen Friedrich dem Großen (Preußen) und Kaiserin Maria Theresia (Österreich-Habsburg), leistete Prittwitz – gemeinsam mit anderen Repräsentanten der schlesischen Stände – am 7. November 1741 zu Breslau (Niederschlesien) in seiner Funktion als Konsistorialpräsident die Erblandeshuldigung der Provinz Schlesien als Erster Beamter des Ersten Standes an den Preußenkönig und dessen Staatsminister Heinrich Graf von Podewils (1695–1760), der die Friedensverhandlungen mit Österreich und Sachsen leitet, die schließlich zu den Friedensverträgen von Breslau und Berlin (1742) sowie Dresden (1745) führen. Eine Zeichnung Adolph Menzels aus dem Jahr 1858 zeigt Prittwitz in einem weißen Überwurf bei dieser Huldigung vor dem Thron.
Prittwitz war Eigentümer der Güter Netsche und Schmoltschütz im Landkreis Oels, Dammer (Kr. Namslau) sowie von Gut Steine im Landkreis Polnisch Wartenberg.